# Adolpho Millon Júnior
Adolpho Millon Júnior ou simplesmente Millon (Santos, 16 de setembro de 1895 — Salvador, 7 de maio de 1929), foi um futebolista brasileiro que atuou como atacante.
Foi um dos 39 fundadores do Santos FC. Millon e Arnaldo Silveira foram os primeiros jogadores do Santos a serem convocados para a Seleção Brasileira, em 1914.

## Carreira
Iniciou sua carreira futebolística no Colégio Barnabé, e em seguida foi para o Colégio Santista.
Foi um dos 39 fundadores do Santos FC. Estreou em jogos oficiais em 1913, na Liga Santista.
Em 1914, foi emprestado ao Paulistano, a melhor equipe da época, para realizar alguns amistosos Brasil a fora.
Em 1915, foi novamente emprestado, dessa vez para o Paraná Sport Club, onde disputou a primeira edição do Campeonato Paranaense, ficando com o vice-campeonato.
Foi convocado pela primeira vez para a Seleção Brasileira em 1914 e conquistou o título da Copa Roca de 1914.
Foi o autor do primeiro gol no Estádio Urbano Caldeira, em sua inauguração no dia 22 de outubro de 1916.
Foi campeão do Sul-americano de 1919, o primeiro título oficial da Seleção do Brasil. Pela Seleção Brasileira, atuou em 8 jogos e marcou 1 gol.
Encerrou sua carreira com apenas 27 anos de idade.
Adolpho Millon Júnior também foi funcionário público, escriturário de uma repartição fiscal no porto de Santos.

## Morte
Morreu em 7 de maio de 1929 de causa desconhecida.

## Títulos
Seleção Brasileira
- Copa Roca: 1914
- Campeonato Sul-Americano de Futebol: 1919

Santos
- Campeonato Santista: 1913, 1915